# محتجز (رواية)
محتجز Locked On هي رواية إثارة تقنية للكاتب الأمريكي توم كلانسي بالاشتراك مع مارك غريني، وصدرت في 13 ديسمبر 2011.
وهي رواية متابعة بشكل مباشر لرواية «حيا أو ميتا» (2010).
وهي أحد ثلاثة روايات مشتركة بين كلانسي وغريني.
ظهر الكتاب في المرتبة الثانية في قائمة أفضل الكتب مبيعًا في نيويورك تايمز.

## القصة
تدور الأحداث حول جاك رايان الابن ووكالة «الكامبوس» الاستخباراتية الأمريكية، وهم يحاولون تجنب تهديد نووي من جنرال باكستاني مارق، كما يظهر الأب جاك رايان في حملته الرئاسية.